# Epalzeorhynchos bicolor
Epalzeorhynchos bicolor (H. M. Smith, 1931), conosciuto anche con il sinonimo Labeo bicolor, è un pesce osseo d'acqua dolce appartenente alla famiglia Cyprinidae.

## Distribuzione e habitat
Questa specie è endemica della Thailandia (bacini dei fiumi Mae Khlong, Chao Phraya e Bangpakong). Vive nei grandi fiumi di pianura. È stato introdotto nelle Filippine ma non è noto se si sia naturalizzato o meno.

## Descrizione
E. bicolor misura fino a 12 cm.

## Comportamento
Gli adulti sono fortemente territoriali.

## Alimentazione
Si nutre prevalentemente di materiale vegetale e piccoli invertebrati.

## Acquariofilia
Va allevato in vasche grandi, di almeno 120 cm di lunghezza. Deve essere tenuto solo in quanto può dimostrarsi aggressivo con gli altri pesci, anche di specie diverse.

## Conservazione
La IUCN classifica questa specie come in pericolo critico. E. bicolor è estinto in gran parte dell'areale e sopravvive solo in una ristretta area del bacino del Chao Phraya. La rarefazione è stata in passato attribuita alla sovrapesca per il mercato dell'acquariofilia ma non c'è nessuna prova. Più probabile che la costruzione di dighe, la bonifica di molti ambienti acquatici nell'areale ed altri fenomeni di distruzione dell'habitat siano le cause di questa difficile situazione della specie. Ad oggi tutti gli individui d'acquario sono originati dalla riproduzione in cattività. Sono valutate iniziative di reintroduzione della specie.